# Jonathan Holland
Jonathan Holland (* 15. Juli 1978 in Pietà, Malta) ist ein ehemaliger maltesischer Fußballspieler.
Holland begann seine Karriere beim Maltese-Premier-League-Verein Floriana FC. Dort spielte er 10 Jahre erfolgreich als Stammspieler. Weitere Stationen in Malta waren der FC Birkirkara und die Ħamrun Spartans, wo er im Jahr 2011 seine Laufbahn beendete. Zwischendurch ging er nach England und spielte bei Bradford Park Avenue und Nairn County. Für die Nationalmannschaft Maltas kam er zwischen 1999 und 2003 zu insgesamt 18 Einsätzen.
Jonathan Holland ist der Sohn des 61-fachen maltesischen Nationalspielers und zweifachen maltesischen Fußballer des Jahres,  John Holland, der während seiner gesamten Profikarriere in den 1970er und 1980er Jahren ausschließlich beim FC Floriana unter Vertrag stand.